# Yanderra
Yanderra – miasto w Australii, w stanie Nowa Południowa Walia.